# Iugoslávia e as Nações Unidas
A Iugoslávia Federal Democrática foi um membro fundador das Nações Unidas desde sua criação em 1945 como República Socialista Federativa da Iugoslávia até 1992, durante as Guerras Iugoslavas. Durante sua existência, o país desempenhou um papel de destaque na promoção do multilateralismo e no estreitamento das divisões da Guerra Fria, nas quais vários órgãos da ONU eram vistos como veículos importantes. A Iugoslávia foi eleita membro não permanente do Conselho de Segurança das Nações Unidas em diversas ocasiões, em períodos entre 1950 e 1951, 1956, 1972-1973 e 1988-1989, o que totalizou 7 (de 47) anos de filiação iugoslava à organização. O país também foi um dos 17 membros originais do Comitê Especial de Descolonização.
Em 1980, sob a presidência de Ivo Margan Belgrado sediou a 21ª Conferência Geral da UNESCO como a sétima cidade-sede do mundo. A cidade também sediou a VI Conferência da UNCTAD em 1983. O diplomata iugoslavo Stanoje Simic foi um dos candidatos na seleção do Secretário-Geral das Nações Unidas em 1946, enquanto Lazar Mojsov foi o 34º Presidente da Assembleia Geral das Nações Unidas. Diplomatas iugoslavos foram presidentes do Conselho Econômico e Social das Nações Unidas na 3ª sessão de 1946 (Andrija Štampar, em exercício), 1982 (Miljan Komatina) e de janeiro a junho de 1992 (Darko Šilović).  O país foi um dos membros fundadores do Grupo dos 77, bem como o país presidente do grupo em 1985-1986.
Após a dissolução da Iugoslávia, seu assento nas Nações Unidas não foi herdado e continuou diretamente por nenhuma das seis repúblicas federais devido à sucessão compartilhada de estados reconhecida na Resolução 777 do Conselho de Segurança das Nações Unidas. Em vez disso, todos eles solicitaram a adesão como novos estados-membros. Por algum tempo, a República Federal da Iugoslávia resistiu a essa interpretação e voltou a integrar a ONU somente em 2000, após a derrubada de Slobodan Milošević, como um novo estado-membro. Mudou o nome para União Estatal da Sérvia e Montenegro em 2003, e sua sede foi transferida para a Sérvia em 2006, após a independência de Montenegro. A reação da ONU à crise iugoslava incluiu o estabelecimento das missões UNPROFOR e UNCRO, das administrações transitórias UNTAES e UNMIK, bem como do Tribunal Penal Internacional para a ex-Iugoslávia (TPIJ). Esses estabelecimentos influenciaram o desenvolvimento da manutenção da paz das Nações Unidas e o estabelecimento do Tribunal Penal Internacional permanente.

## História

### República Popular Federal da Iugoslávia / República Socialista Federativa da Iugoslávia (1945–1992)

A República Socialista Federativa da Iugoslávia se desintegrou em vários estados no início da década de 1990. Em 2006, seis estados-membros da ONU existiam em seu antigo território. Kosovo declarou independência em 2008.

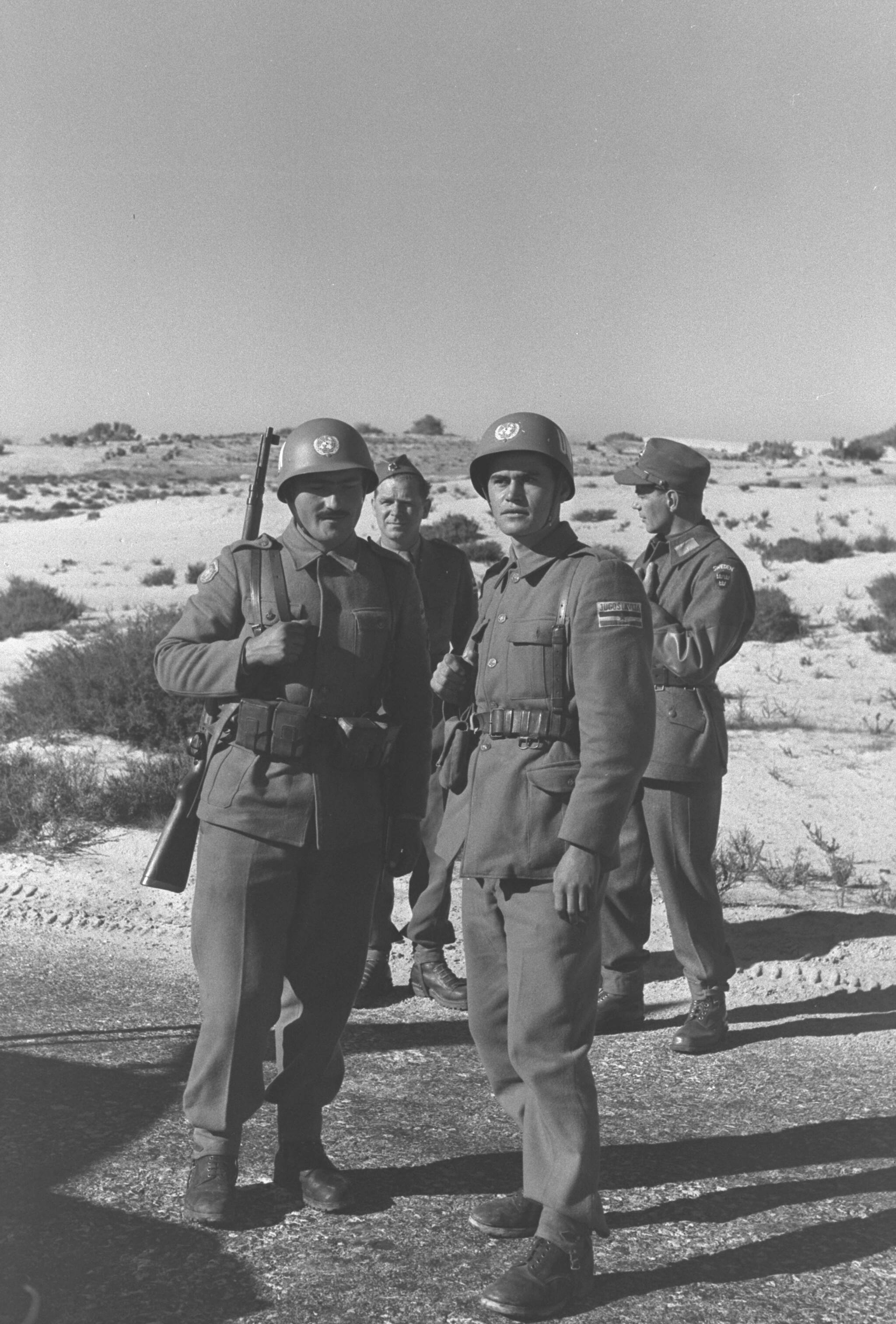
Soldados da UNEF do Exército Popular Iugoslavo no Sinai, janeiro de 1957

A Iugoslávia ingressou na ONU como membro original em 24 de outubro de 1945. Inicialmente parte do Cominform, a Iugoslávia, sob a liderança de Josip Broz Tito, acabou sendo expulsa dele em um ponto culminante do conflito político entre as lideranças soviética e iugoslava, conhecido como a Ruptura Tito–Stalin. O país nunca mais aderiu ao Pacto de Varsóvia e continuou a seguir políticas independentes do Bloco Soviético, tornando-se posteriormente um membro fundador do Movimento dos Países Não Alinhados. 
Era um estado multiétnico que Tito conseguiu manter por meio de uma doutrina de "fraternidade e unidade", mas as tensões entre etnias começaram a aumentar com a Primavera Croata de 1970-71, um movimento por maior autonomia croata, que foi reprimido. Isso foi seguido por mudanças constitucionais favoráveis, já que a Constituição Iugoslava de 1974 delegou muitos poderes federais às repúblicas e províncias constituintes. Após a morte de Tito em 1980, as tensões étnicas aumentaram, começando com os protestos de 1981 no Kosovo, de maioria albanesa. No final da década de 1980, o líder sérvio Slobodan Milošević usou a crise do Kosovo para incitar o nacionalismo sérvio e tentar consolidar e dominar o país, o que alienou os outros grupos étnicos. 
Em 1990, os comunistas perderam o poder para partidos separatistas nas primeiras eleições multipartidárias realizadas em todo o país, exceto na Sérvia e Montenegro, onde foram vencidas por Milošević e seus aliados. A retórica nacionalista de todos os lados tornou-se cada vez mais acalorada. Em 1991, uma república após a outra proclamou a independência (apenas Sérvia e Montenegro permaneceram federados), mas o status das minorias sérvias fora da Sérvia permaneceu sem solução. Após uma série de incidentes interétnicos, as Guerras Iugoslavas ocorreram, primeiro na Croácia e depois, mais severamente, na multiétnica Bósnia e Herzegovina; as guerras deixaram danos econômicos e políticos de longo prazo na região. 
Em novembro de 1991, a Comissão de Arbitragem da Conferência de Paz sobre a Iugoslávia, liderada por Robert Badinter, concluiu, a pedido de Lord Carrington, que a RSF Iugoslávia estava em processo de dissolução, que a população sérvia na Croácia e na Bósnia não tinha direito à autodeterminação na forma de novos estados e que as fronteiras entre as repúblicas deveriam ser reconhecidas como fronteiras internacionais. Como resultado do conflito, o Conselho de Segurança das Nações Unidas adoptou por unanimidade a Resolução 721 do Conselho de Segurança da ONU em 27 de Novembro de 1991, que abriu caminho à criação da Força de Proteção das Nações Unidas na Iugoslávia.  Em Janeiro de 1992, a Croácia e a Jugoslávia assinaram um armistício sob a supervisão da ONU, enquanto as negociações continuavam entre as lideranças sérvias e croatas sobre a partilha da Bósnia e Herzegovina. 
Em 15 de janeiro de 1992, a independência da Croácia e da Eslovênia foi reconhecida mundialmente. Naquela época, o país havia sido efetivamente dissolvido em cinco estados independentes, que foram todos posteriormente admitidos na ONU:
- A Bósnia e Herzegovina, a  Croácia e a Eslovênia foram admitidas na ONU em 22 de maio de 1992. [7]
- A Macedônia foi admitida na ONU em 8 de abril de 1993, sendo provisoriamente referida para todos os efeitos dentro da ONU como "Antiga República Iugoslava da Macedônia", devido à pressão da Grécia, enquanto se aguardava a resolução da diferença que tinha surgido sobre o seu nome. [8] Após a ratificação do Acordo de Prespa, o país mudou seu nome para Macedônia do Norte em 12 de fevereiro de 2019.

Devido à disputa sobre os seus estados sucessores legais, o estado-membro "Iugoslávia", referindo-se à antiga República Socialista Federativa da Iugoslávia, permaneceu na lista oficial de membros da ONU durante muitos anos após a sua dissolução efetiva, incluindo a presença da bandeira da RSFJ na sede da ONU.  Após a admissão de todos os cinco estados como novos membros da ONU, a "Iugoslávia" foi removida da lista oficial de membros da ONU. 

### República Federal da Iugoslávia / Sérvia e Montenegro (2000–2006)
O governo da República Federal da Iugoslávia, estabelecido em 28 de abril de 1992 como um estado remanescente pelas restantes repúblicas jugoslavas de Montenegro e Sérvia,  reivindicou-se como o estado sucessor legal da antiga República Socialista Federativa da Iugoslávia;  no entanto, em 30 de maio de 1992, foi adotada a Resolução 757 do Conselho de Segurança das Nações Unidas, pela qual impôs sanções internacionais à República Federal da Iugoslávia devido ao seu papel nas Guerras Iugoslavas, e observou que "a reivindicação da República Federal da Iugoslávia (Sérvia e Montenegro) de continuar automaticamente a ser membro da antiga República Federal Socialista da Iugoslávia nas Nações Unidas não foi geralmente aceita",  e em 22 de setembro de 1992, foi adotada a Resolução A/RES/47/1 da Assembleia Geral das Nações Unidas, pela qual considerou que "a República Federal da Iugoslávia (Sérvia e Montenegro) não pode continuar automaticamente a ser membro da antiga República Federal Socialista da Iugoslávia nas Nações Unidas", e, portanto, decidiu que "a República Federal da Iugoslávia (Sérvia e Montenegro) deve solicitar a adesão às Nações Unidas e que não participará dos trabalhos da Assembleia Geral".   A República Federal da Iugoslávia recusou-se a cumprir a resolução durante muitos anos, mas após a destituição do Presidente Slobodan Milošević do cargo, voltou a candidatar-se à adesão e foi admitida na ONU em 1 de Novembro de 2000 como novo membro.  Em 4 de Fevereiro de 2003, a República Federal da Jugoslávia teve o seu nome oficial alterado para Sérvia e Montenegro, na sequência da adopção e promulgação da Carta Constitucional da Sérvia e Montenegro pela Assembleia da República Federal da Iugoslávia. 
Com base em um referendo realizado em 21 de maio de 2006, Montenegro declarou independência da Sérvia e Montenegro em 3 de junho de 2006. Numa carta datada do mesmo dia, o Presidente da Sérvia informou o Secretário-Geral das Nações Unidas que a Sérvia e Montenegro continuariam a ser membros da ONU, na sequência da declaração de independência de Montenegro, em conformidade com a Carta Constitucional da Sérvia e Montenegro.  Montenegro foi admitido na ONU em 28 de junho de 2006. 